# Гостиный двор (Санкт-Петербург)
Большо́й Гости́ный двор — памятник истории и архитектуры XVIII века, в прошлом — центральный оптовый Гостиный двор, с начала XX века — универмаг. Возведён по проекту архитектора Жана Батиста Валлен-Деламота. Объект культурного наследия народов РФ федерального значения, как здание в историческом центре Санкт-Петербурга находится под охраной ЮНЕСКО.
Расположен по адресу Невский проспект, 35, занимает квартал между Невским проспектом, Садовой улицей, улицей Ломоносова и Перинной линией. В здание выходит вестибюль станции метро «Гостиный двор».
Торговые помещения гостиного двора составляют 13 000 м², при этом площадь всего комплекса зданий универмага — 78 000 кв. м.

## История

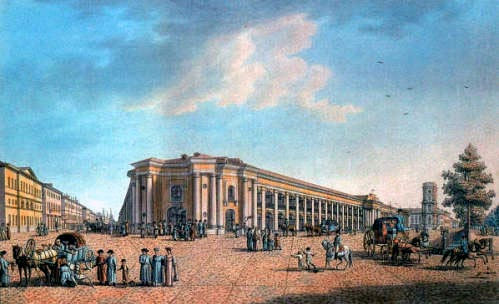
Б. Патерсен. Большой Гостиный двор на пересечении Б. Садовой ул. и Невского пр. (1802)

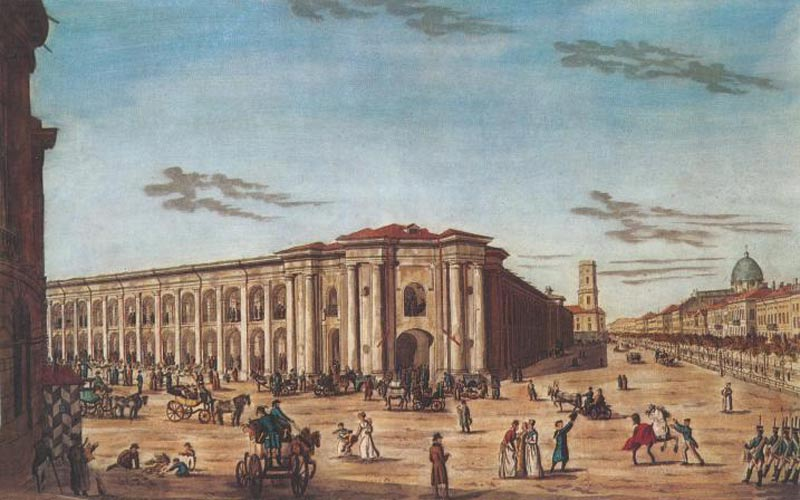
И. А. Иванов. Вид Гостиного двора в Петербурге (1815)

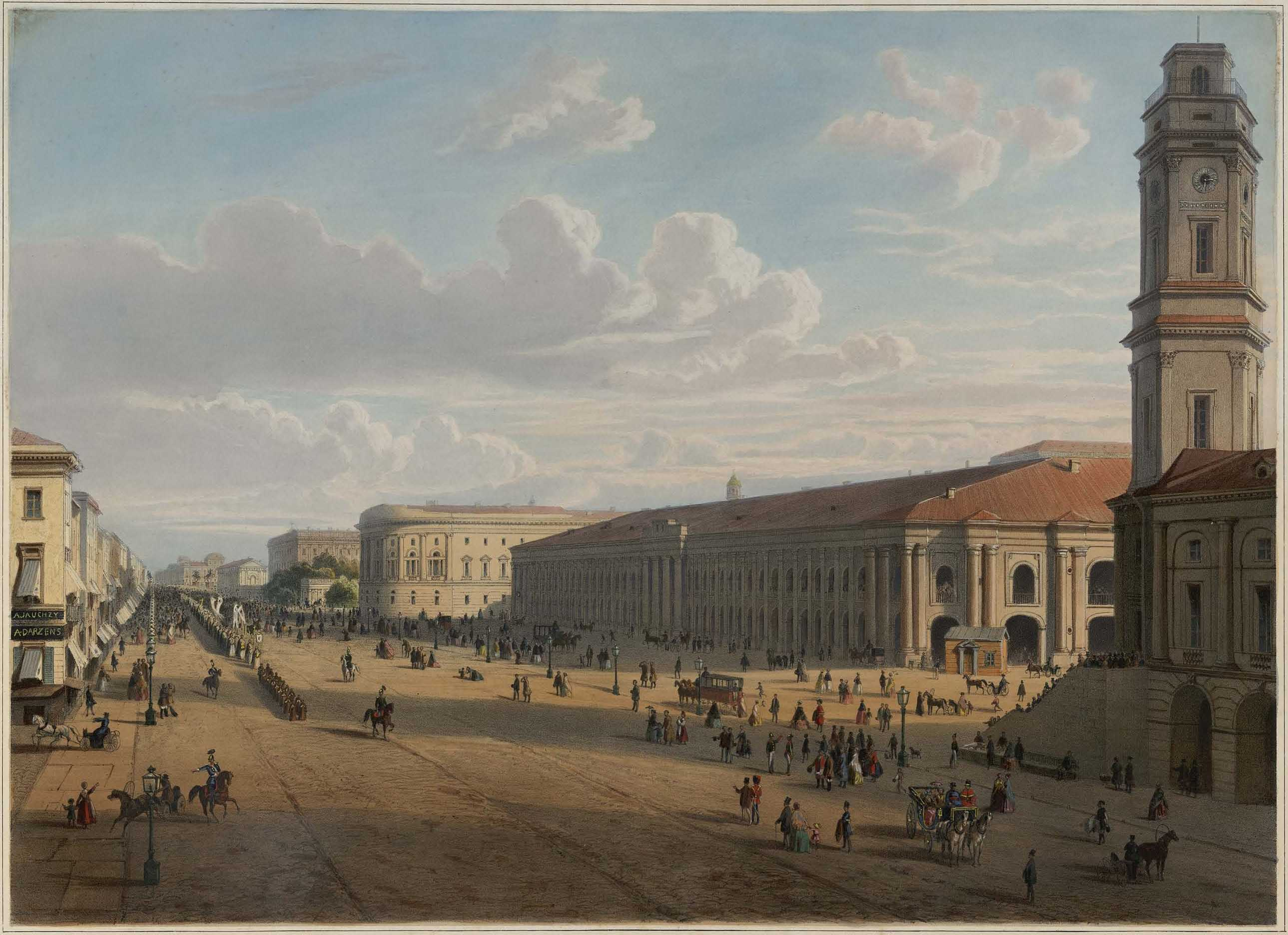
Невский проспект и Гостиный двор, 1850-е года

Гостиные дворы в Петербурге существовали практически с момента создания города и играли серьёзную роль в обеспечении жизнедеятельности столицы. В Санкт-Петербурге первый Гостиный двор был построен при Петре I, в 1705 году, на Троицкой площади Петербургской стороны, на месте ныне существующей мечети. Он состоял из нескольких сотен бревенчатых лавок, сгоревших летом 1710 года.
Предтечей этого гостиного двора стал Мытный двор у Зелёного моста архитектора Н. Ф. Гербеля.
Когда при пожаре 1738 года Мытный двор сгорел, было принято решение не восстанавливать старое строение, а строить новый Гостиный двор ближе к границе города.
Гостиный двор создан как крупнейшее торговое помещение в Российской империи.
История его создания начинается с указа Елизаветы (1748 год) о возведении Гостиного двора в один этаж на погребах с галереями. Место под строительство в этом месте города было отведено по просьбе купечества и по одобрению архитектора П. М. Еропкина. Сенат, до возведения капитального здания, разрешил построить здесь временные деревянные лавки, но в 1740 году Еропкин был казнён за участие в заговоре против Бирона, и каменное строительство было отложено.
На фоне постоянных споров из-за того, за чей счет (купцов или казны) должно вестись строительство, был отклонён первый проект каменного Гостиного двора, выполненный в 1750-х архитектором Антонио Ринальди.
В 1757 году был утверждён проект Растрелли. Финансирование строительства должны были осуществлять купцы «с выгодой для них». В 1758 году последовал указ «о строении каменного Гостиного двора по плану обер-архитектора Растреллия»; лавки, выстроенные купцами, повелено отдать им в вечное и потомственное владение. По проекту Растрелли здание должно было быть богато украшено лепниной и скульптурами и по пышности не уступать дворцам. Работы начались в 1757 году, были заложены фундаменты и возводился главный фасад по Невскому проспекту, но финансирование будущими владельцами торговых помещений затягивалось, поскольку по их мнению «лавки за высотою их к тому могут быть бесполезны, состоять будут в пусте, а в строении капитала от купечества употребится немалая сумма…» Ими была подана жалоба на несовершенство проекта, и он в конце концов был пересмотрен.
Новым автором Гостиного двора стал Валлен-Деламот. Он сохранил общую планировку Растрелли, изменив архитектурное оформление здания и выстроил его в стиле входившего в моду раннего классицизма. В 1760 году правительство предоставило застройщикам заём 50 000 рублей. Строительство каменного Гостиного двора, постепенно заменявшего деревянные строения, продолжалось более двадцати лет — с 1761 по 1785 год. Архитектор Деламот завершить строительство не сумел и покинул Россию в 1775 году. Весной 1780 года остатки деревянных строений двора сгорели в пожаре, очистив место для завершения строительства.
С самого начала торговые помещения Гостиного двора были упорядочены по рядам, первоначально это были суконный, меховой, шерстяной, холщовый, шубный, суровский (голландского и немецкого текстиля), серебряный, сапожный, мелочной, табачный, луковый, свечной, мыльный, книжный (первый книжный магазин открыл В. А. Плавильщиков).
Гостиный двор стал популярным торговым заведением, но и не только: здесь назначались свидания, проходили «нечаянные» смотрины женихов и невест, здесь просто прогуливались (одним из постоянных посетителей такого рода был И. А. Крылов). С большим успехом шла, поставленная ещё в 1783 году, комическая опера «Санктпетербургский гостиный двор». Фельетоны о Гостином дворе Фаддея Булгарина регулярно появлялись в печати.

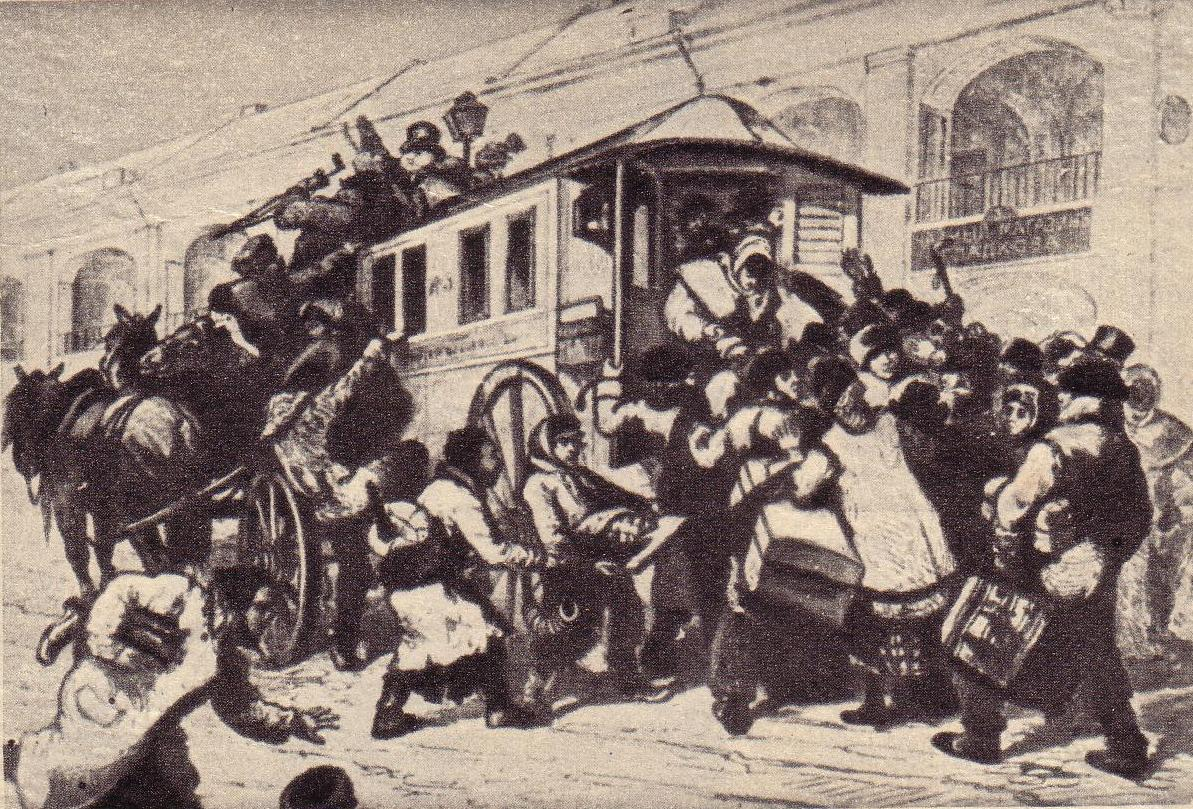
Посадка в омнибус у Гостиного двора: «Минута остановки конки на углу Садовой и Невского» (1832).

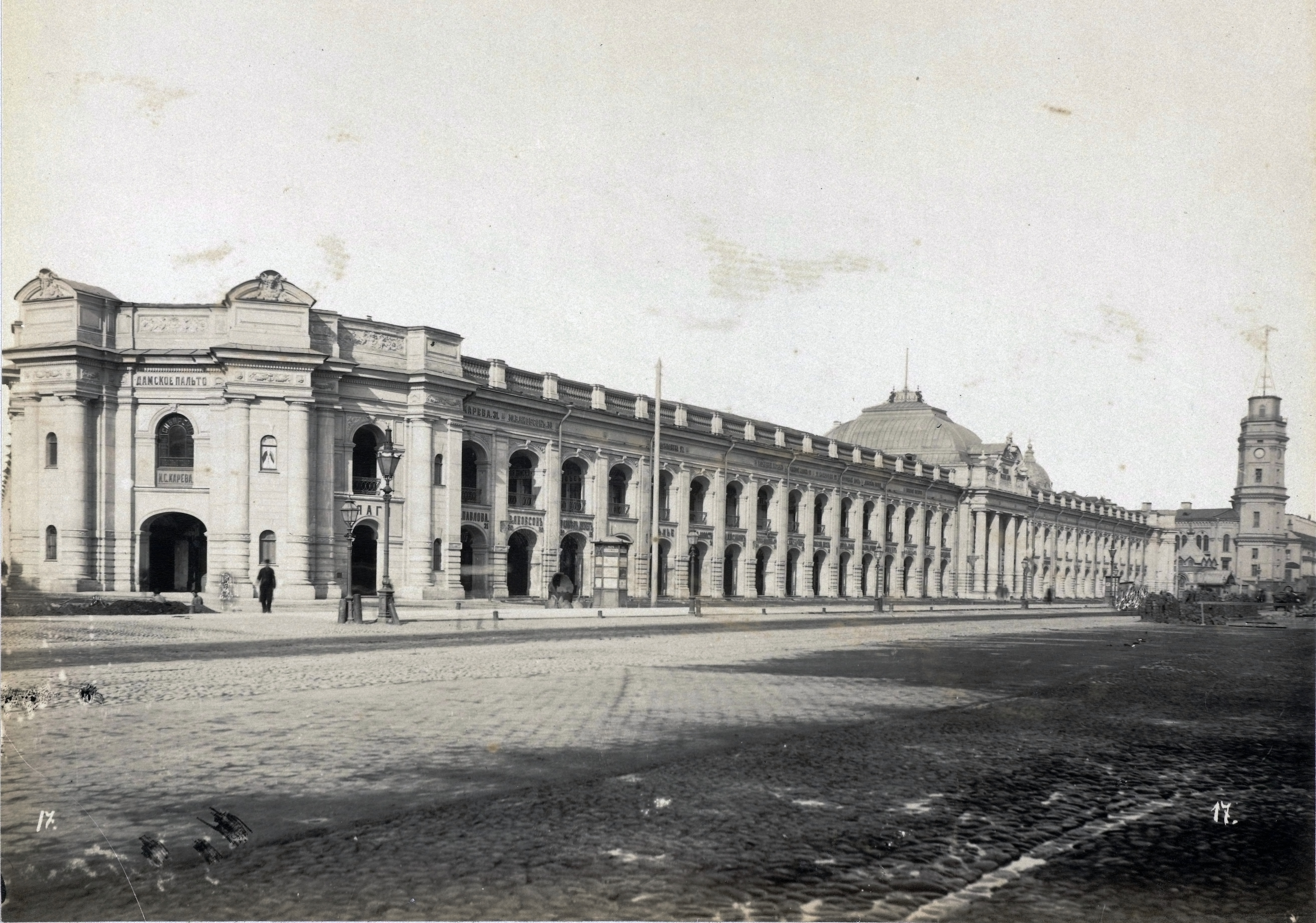
Фасад Гостиного двора по Невскому проспекту в 1890-х годах.

В 1840-х годах Гостиный двор стал одним из первых зданий, где было проведено газовое освещение.
В 1886—1887 годах главный фасад здания, выходящий на Невский проспект, был видоизменен (пышно декорирован) по проекту Н. Л. Бенуа. Профиль торговли стал преимущественно галантерейно-мануфактурным, свои магазины открыли здесь крупнейшие текстильные предприятия: Живардовская, Нарвская и Невская ниточная мануфактуры, фабрика шерстяные изделий Торнтона, заполнившие Суконную линию (по Невскому проспекту), на ней продавались также бельё, обувь, канцелярия, книги. На Зеркальной линии (по Садовой улице) предлагали ювелирные изделия. Большая и Малая Суровские линии шли, соответственно, параллельно Перинной улице и Чернышеву переулку (ныне — улица Ломоносова). Количество торговых помещений достигло 300, было около 150 кладовых, складов и конторских помещений, обслуживающий императорский двор штат насчитывал 4000—5000 сотрудников.
В годы НЭПа в Гостином дворе, наряду с частной, появилась государственная советская торговля, в управлявший магазинами комитет из пяти человек вошёл её представитель, хотя первое время новым властям не удавалось задействовать все торговые помещения. В 1930-е годы в Гостином дворе впервые появился магазин «Шейте сами».
Во время Великой Отечественной войны здание сильно пострадало от бомбёжек и обстрелов, вызвавших возгорание и пожар всего здания. Конкурс проектов на восстановление Гостиного двора начали проводить ещё в блокаду — в 1942 году. В 1947—1948 годах Гостиный двор был восстановлен с исправлением исказивших первоначальный облик здания архитектурных переделок конца XIX века. Восстановление здания велось по проекту и под руководством известного ленинградского архитектора О. Л. Лялина: фасады вновь приняли вид, близкий к плану Деламота, над главным портиком был сооружён новый фронтон, декорированный глубокими барельефами. Вдоль главного фасада по Невскому проспекту была высажена липовая аллея.
14 октября 1948 года постановлением Совета Министров СССР Гостиный двор был признан памятником архитектуры, подлежащим государственной охране
В 1955—1967 годах была проведена новая реконструкция. Архитекторы И. А. Вакс и Л. С. Катонин и инженер М. И. Юношев (институт «Ленпроект») превратили изолированные до того магазины в сквозную анфиладу. На смену 178 (по другим сведениям — 65, большинство двухэтажные, с узкими крутыми лестницами в два марша) магазинам пришёл единый универмаг «Гостиный двор» — главный универмаг Ленинграда, входы в здания организованы через восемь вестибюлей с широкими лестницами, было запланировано открытие кафе, открыто 5 буфетов, организована детская комната с опытными воспитателями, камера хранения, бюро упаковки, гравёрная мастерская, справочное бюро, радиоузел, информирующий о работе универмага. Работы выполнил Главленинградстрой, стоимость работ составила 7,5 млн рублей, универмаг ни на один день не прекращал свою работу. 26 октября 1967 года при выполнении работ по реконструкции помещения № 87 рабочие обнаружили в полу восемь золотых слитков общим весом 128 кг, возможно спрятанных бывшими владельцами.
Годовой торговый оборот Гостиного двора в 1966 году составил 150 млн рублей, ежедневно универмаг посещало около 300 000 покупателей, ассортимент товаров включал 40 000 наименований, 26 % из них — готовое платье. На 1 января 1966 года в штате универмага числилось 2992 работника, в том числе 1630 продавцов.

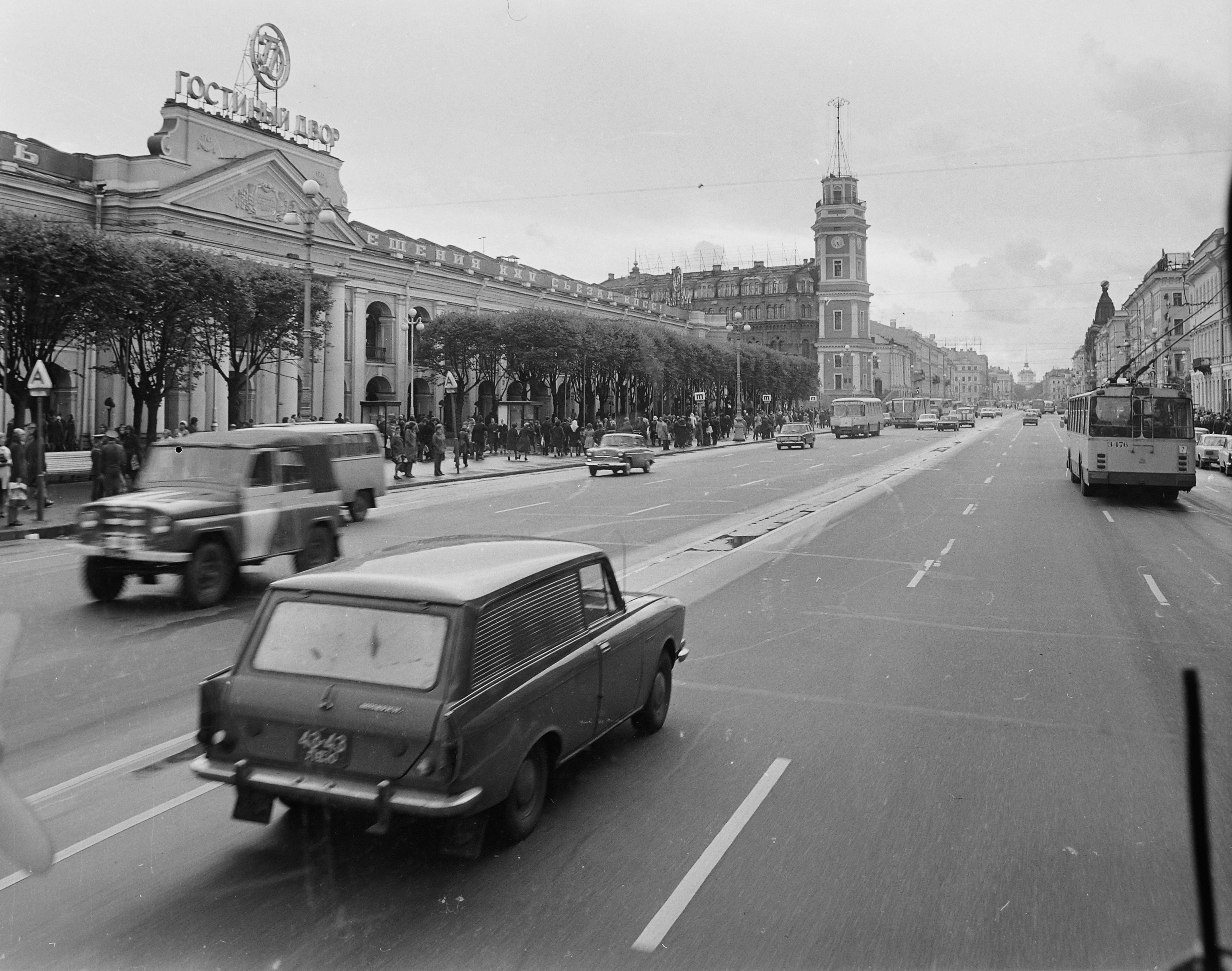
Невская линия Гостиного двора в 1977 году.
Центральный портик Гостиного двора в 1986 году

3 ноября 1967 года в здании была открыта станция метро. Наземный вестибюль, встроенный в здание универмага, выполнен по проекту архитекторов А. К. Андреева, Я. Е. Москаленко, инженера С. П. Щукина. Из вестибюля можно было попасть в торговые залы Невской и Садовой линий. Над эскалатором расположен витраж (художник А. Л. Королёв), на котором изображён расстрел войсками Временного правительства июльской демонстрации 1917 года на перекрёстке Садовой улицы и Невского проспекта.
Летом 2021 года внутреннюю территорию Гостиного двора открыли для свободного посещения, после благоустройства на ней оборудовали зону отдыха, фуд-холл, ресторанные террасы и зону спонсоров

## Линии Гостиного двора

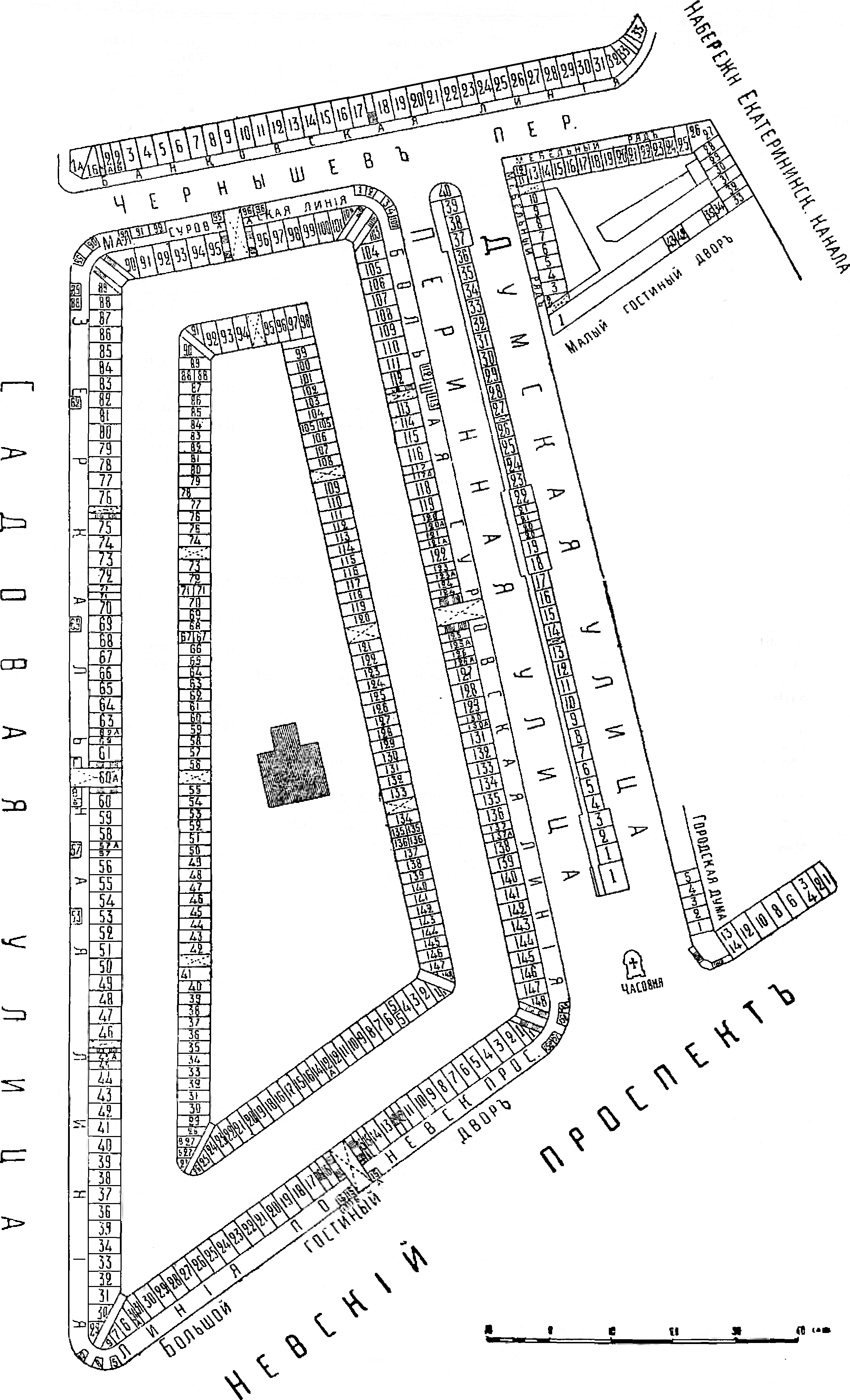
Расположение торговых мест по линиям. 1917 год

Линия, у гостиных дворов — то же, что и торговый ряд применительно к части рынка; ряд торговых мест («лавок»), идущая по прямой линии вдоль городского проезда или (при внутреннем расположении) параллельно другим линиям. Названия линиям давались по типу предлагаемых товаров, либо по названиям улиц, на которые данный торговый ряд выходит.
Здание Большого Гостиного двора в Петербурге имеет четыре уличных фасада разной протяжённости. В перечислении по часовой стрелке:
- Садовая улица — самый протяжённый фасад
- Чернышёв переулок (ныне улица Ломоносова) — самый короткий фасад
- Перинная улица (вместе с Думской улицей считались за две отдельные улицы) — второй по протяжённости фасад
- Невский проспект — третий по протяжённости фасад

Помимо торговых мест, расположенных в линиях вдоль по фасадам исторического здания, а также в его внутреннем дворе, по состоянию на 1917 год в состав Большого Гостиного двора входили также линии, расположенные в зданиях на противоположной стороне улиц:
- по Чернышёву переулку
- по Думской улице в двух частях, северной и южной
- по Невскому проспекту

В это перечисление входят фасады (линии):
- здания Малого Гостиного двора по Чернышёву переулку и Думской улице, которые вместе с фасадом по Екатерининскому каналу (ныне канал Грибоедова) составляли так называемые мебельные ряды

По состоянию на 1917 год линии и самостоятельные торговые ряды Гостиного двора, как в основном здании, так и вне его, назывались:

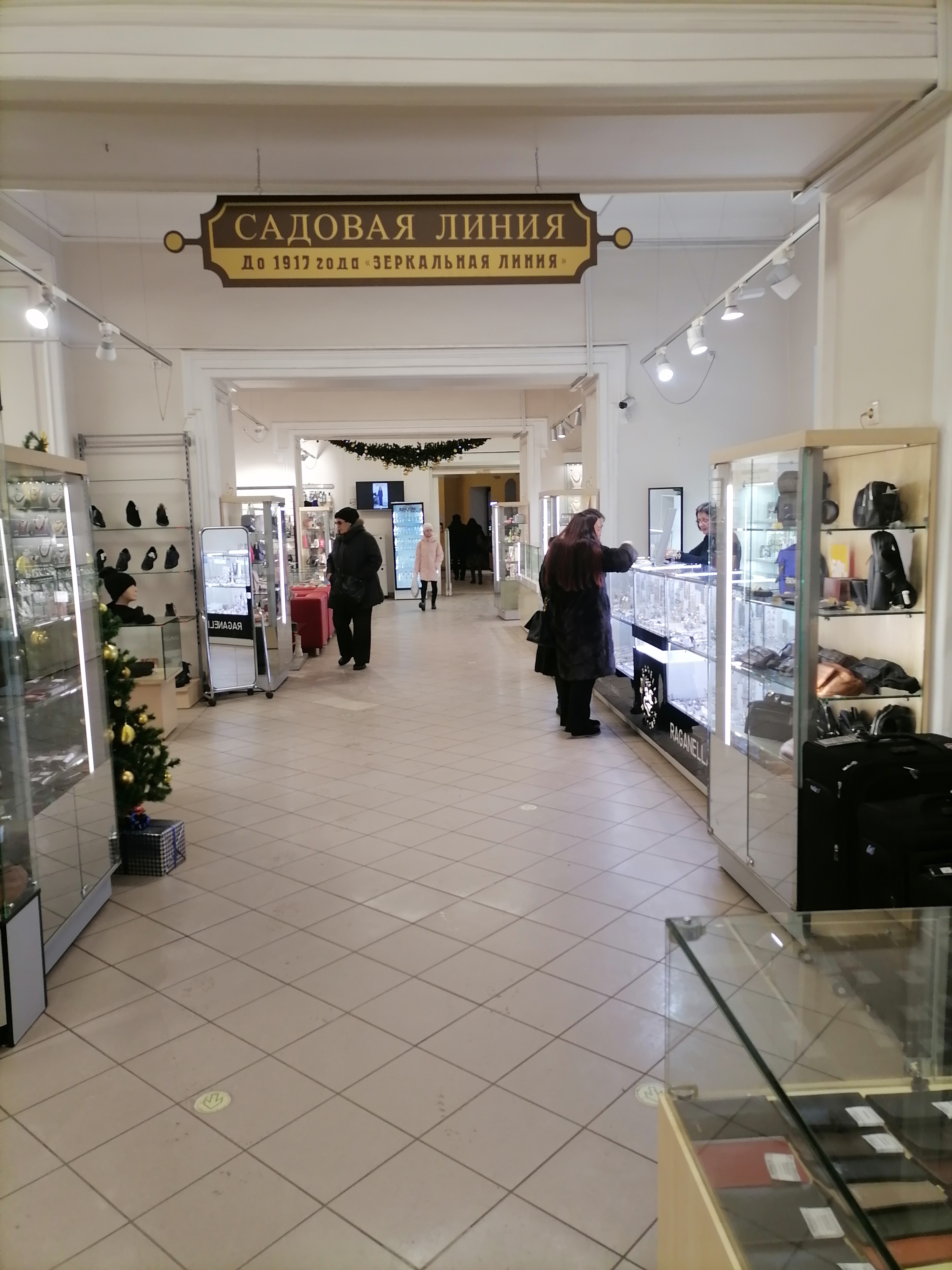

- Зеркальная линия (после 1917 — Садовая линия) — все ряды по Садовой улице
- Большая Суровская линия (теперь Перинная линия) — все ряды основного здания, выходящие на Перинную улицу, а через неё на Думскую (сегодня обе они считаются сторонами одной и той же Думской улицы)
- Малая Суровская линия (теперь Ломоносовская линия) — ряды основного здания, выходящие на Чернышёв переулок (ныне улица Ломоносова)
- Банковская линия (прекратила существование) — торговые ряды на стороне Чернышёва переулка, противоположной зданиям Большого и Малого Гостиного дворов, от Садовой улицы до Екатерининского канала
- Линия по Невскому проспекту (современное название Невская линия) — историческое название Суконная линия к 1916 году оказалось утраченным.

## XXI век
Универмаг стал акционерным обществом в 1994 году, с этого времени в здании Большого Гостиного двора расположено ОАО «Большой Гостиный Двор». Генеральным директором ОАО «БГД» на 2008 год являлась Елена Коршунова. Здание является собственностью Минкультуры РФ.
Гостиный двор продолжает оставаться крупнейшим универмагом города. Ныне здесь представлена продукция более 3000 компаний, 170 тысяч разновидностей и около двух миллионов единиц разнообразного товара. Ежедневно в этом крупнейшем торговом центре Северо-Запада России и Скандинавии делают покупки 300 тысяч покупателей. Невская линия открылась в 1998 году и на втором этаже разместилась Галерея Высокой моды, от известных дизайнеров Франции и Италии.
С конца XX века проводилась реконструкция Невской линии (длившаяся почти 10 лет), капиталовложения составили 5 млн долларов до приватизации и 12 млн — после приватизации. За счет собственных средств организация проводит поэтапный капитальный ремонт и реставрацию основного здания универмага; работы растянуты на несколько лет, эти расходы засчитываются в качестве арендных платежей за пользование памятником федерального значения:
- В 2006 году проводился частичный ремонт здания. При этом было заменено 31 тыс. м² кровли по наружному кольцу, 184 из 290 витрин, 181 из 224 дверей;
- В 2007 году затраты на работы составили чуть более $ 1 млн[2];
- В 2008 году были проведены подготовительные работы (составление планов) по реконструкции внутреннего двора здания[2].

Гостиный двор открыт ежедневно с 10 до 22 часов, Галерея Высокой моды (Невская линия, 2 этаж) — с 10 до 22 часов.

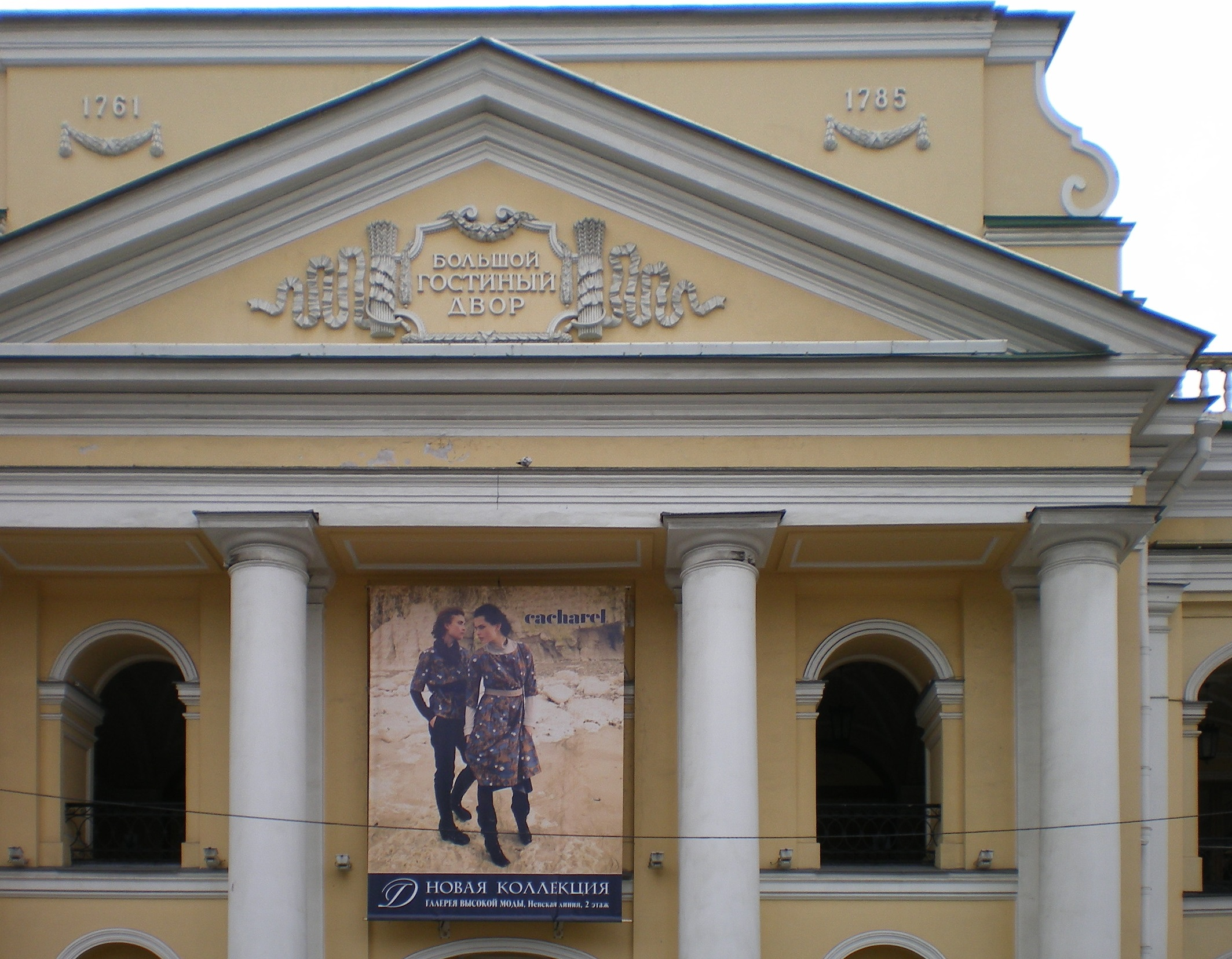
Внешний вид фасада в 2007 году
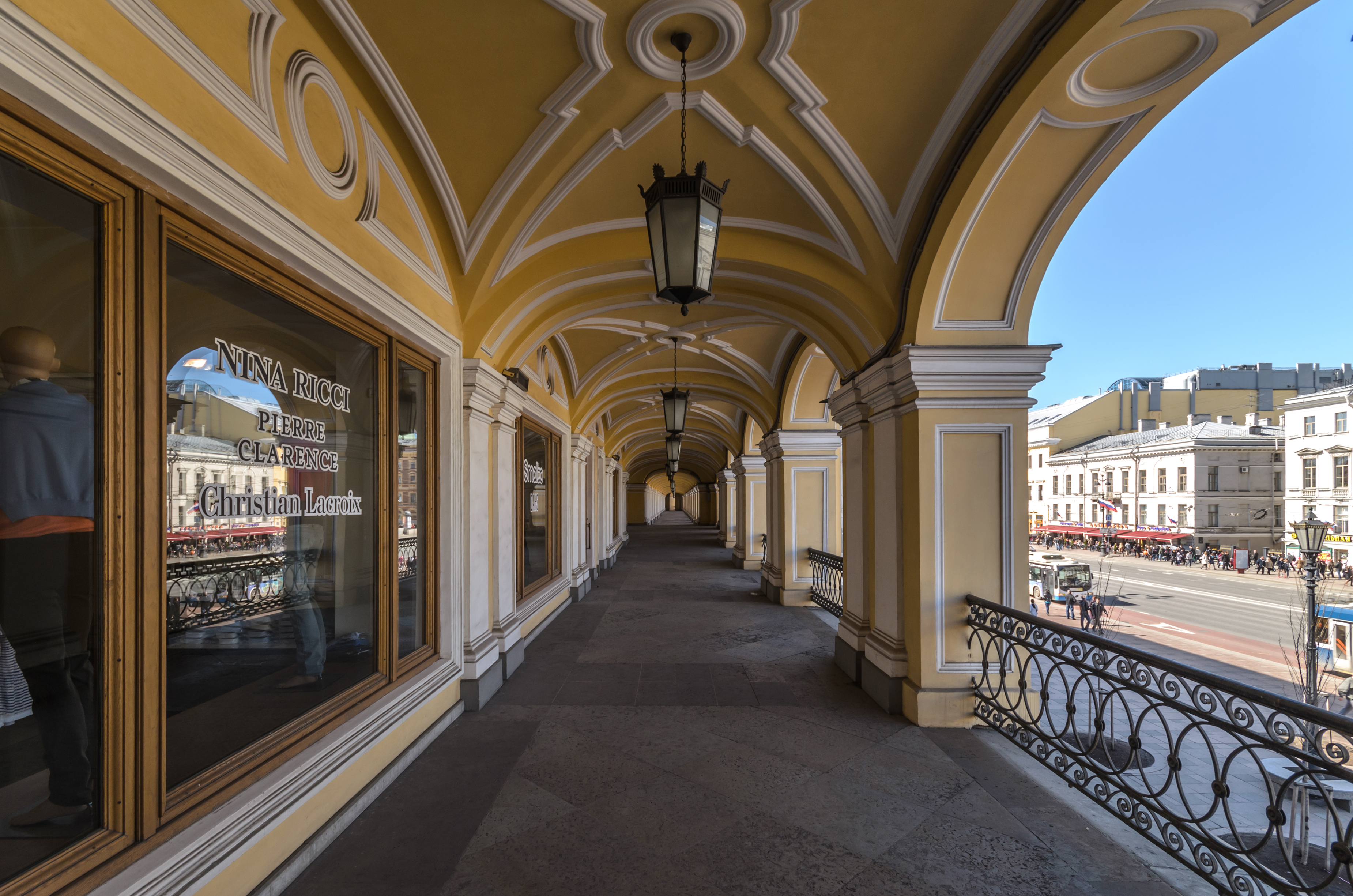
Открытая галерея 2-го этажа Невской линии
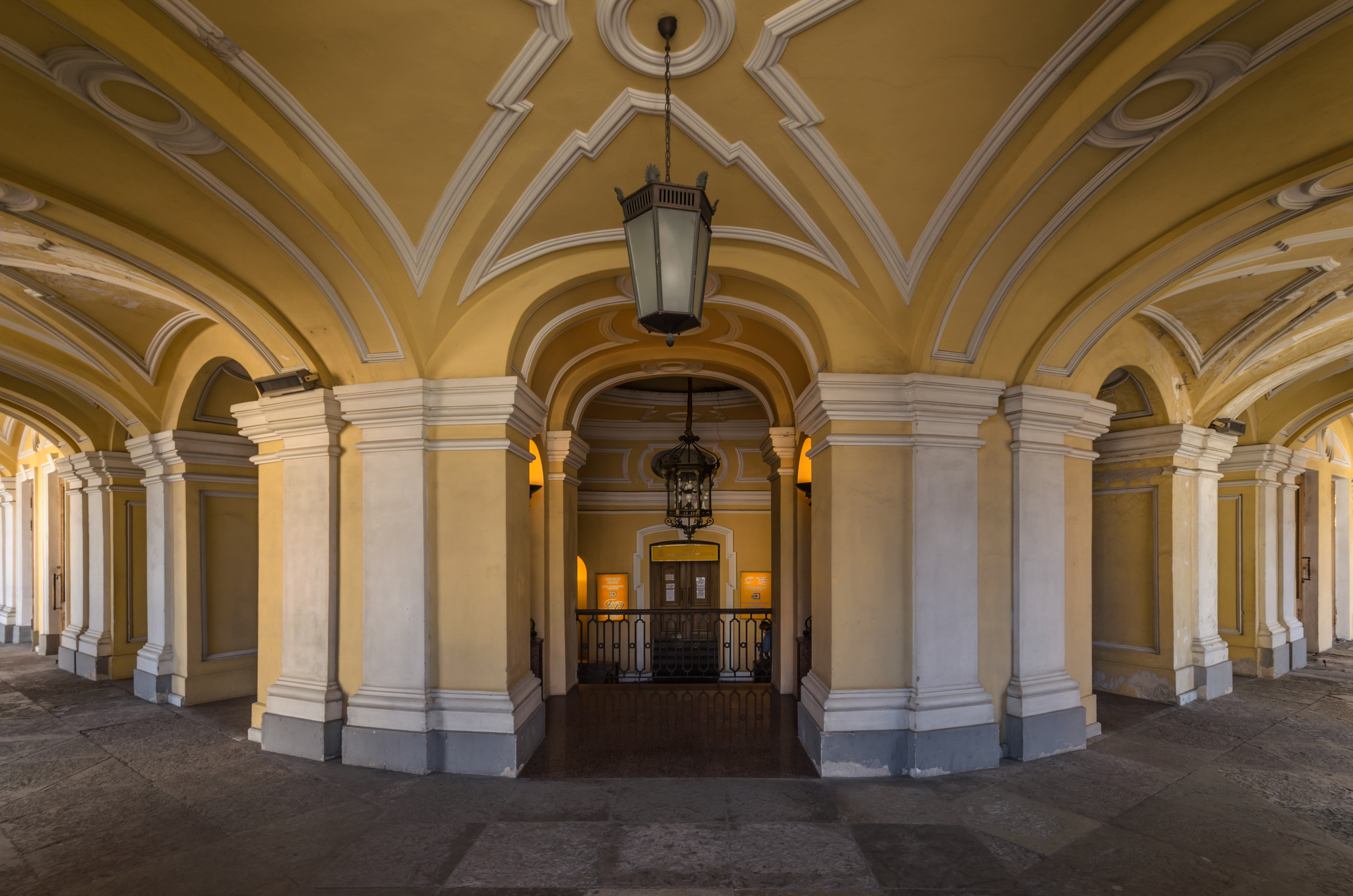
Парадная лестница у пересечения Невской и Перинной линий
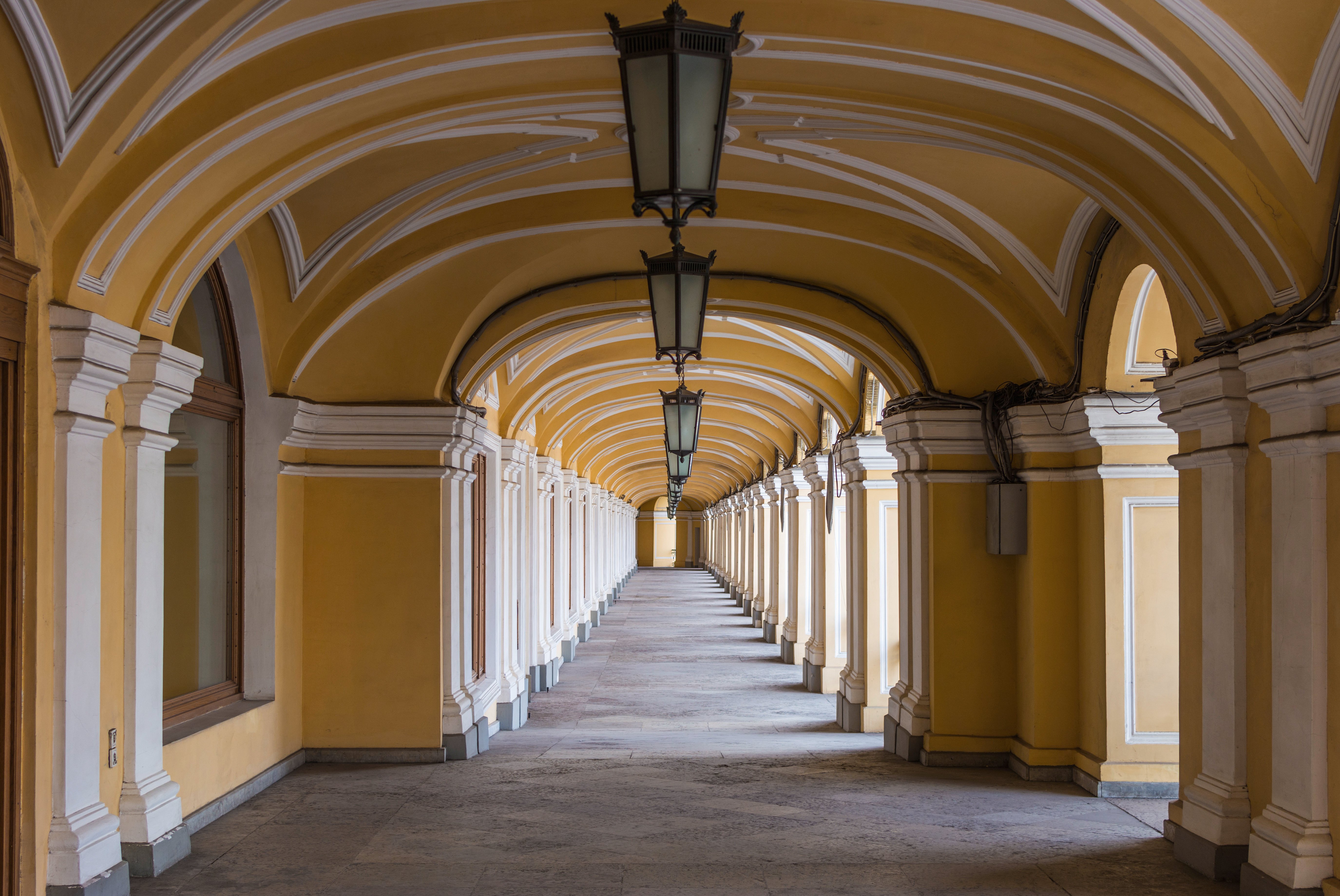
Открытая галерея 2-го этажа Невской линии
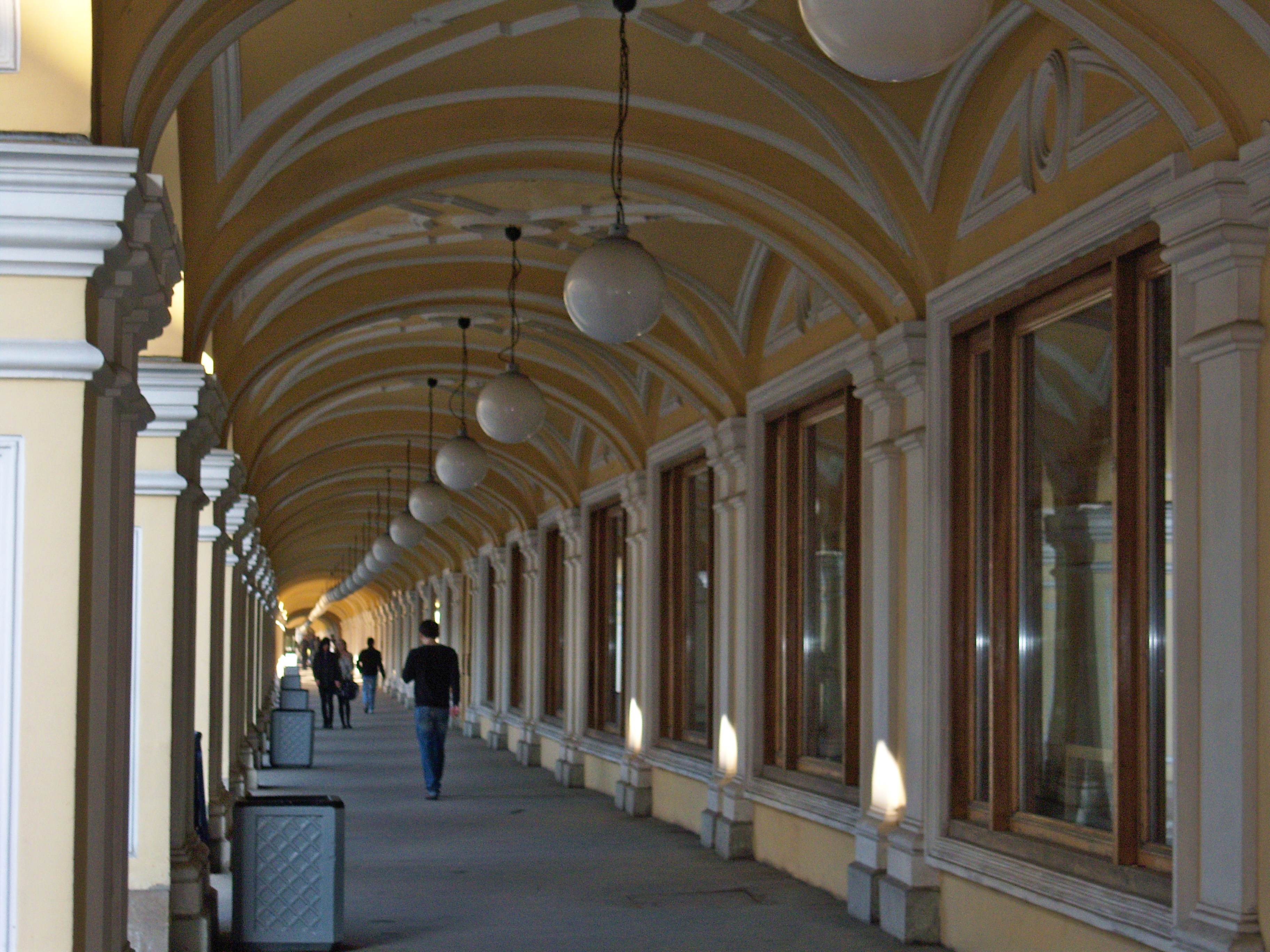
Садовая линия, 1-й этаж
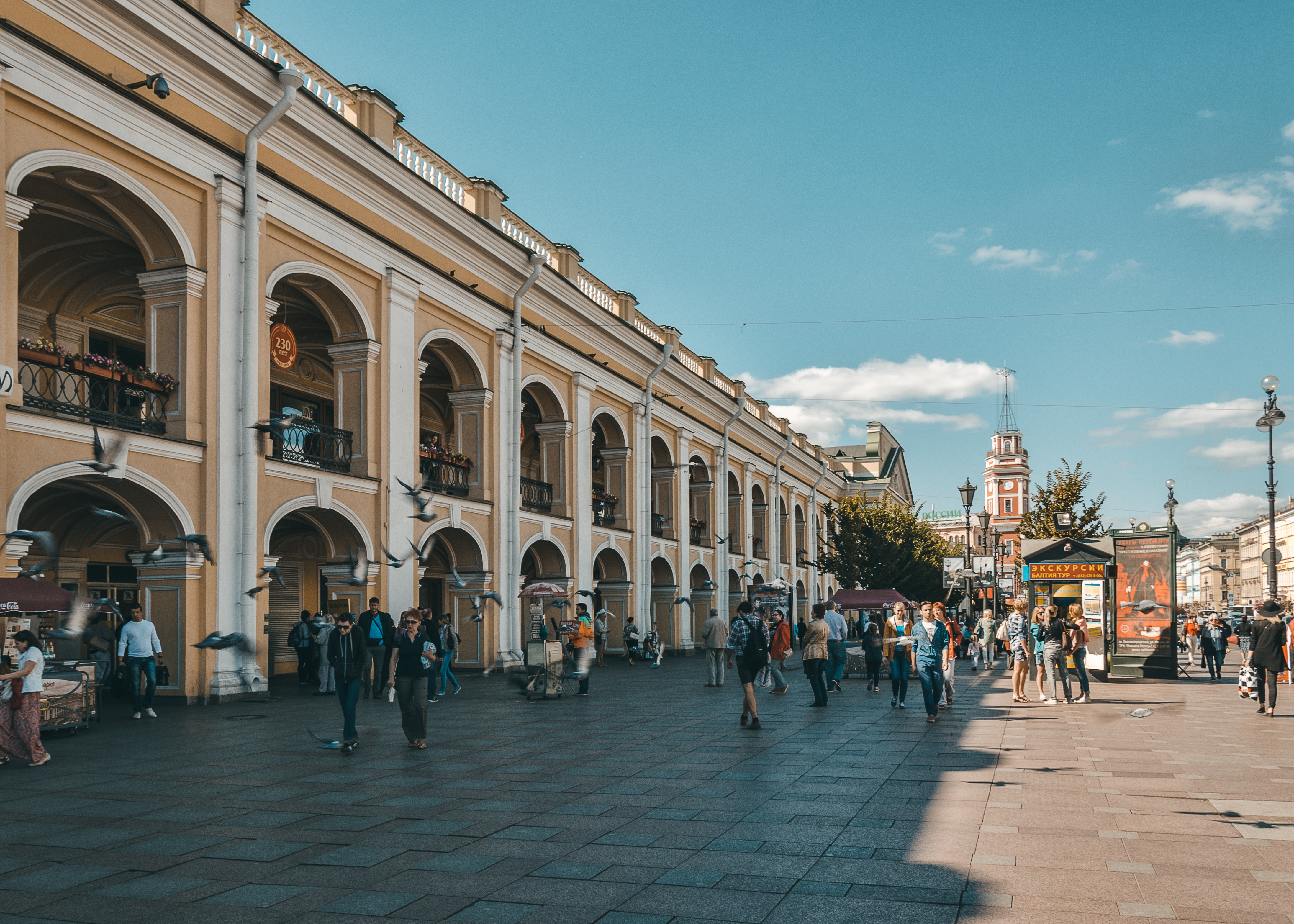
Невская линия, вид с улицы
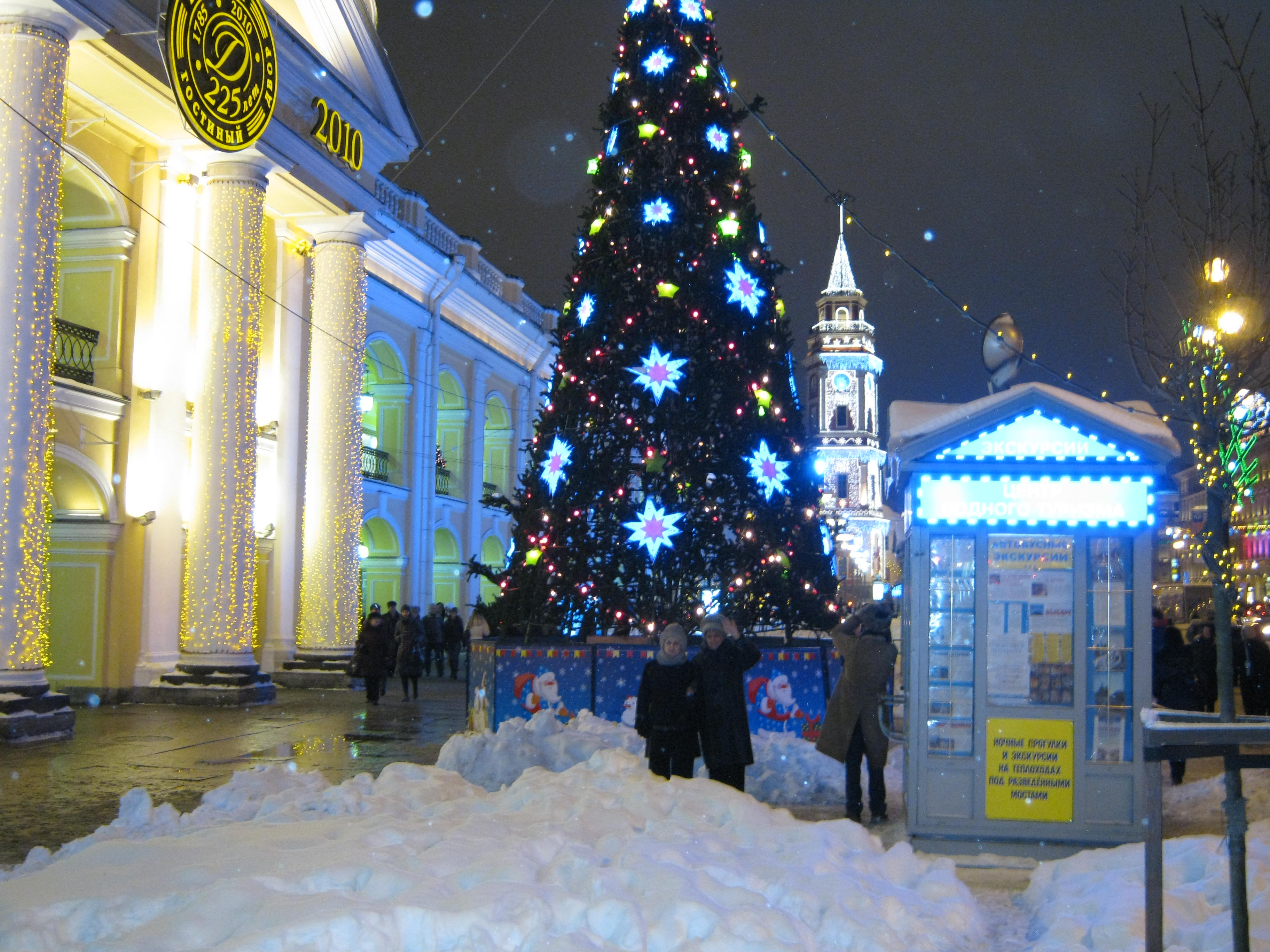
Гостиный двор и здание Городской Думы в новогоднем убранстве. Январь 2010 года